# Centaurea euxina
Centaurea euxina — вид квіткових рослин айстрових (Asteraceae). Ендемік пн.-сх. Болгарії.
Вид належить до секції Phalolepis. Поширений на приморських пісках у північно-східній Болгарії. Дворічник, прямовисний, стебла заввишки 10–20 см, сильно розгалужені від основи. Листки сірувато-зелені чи майже голі; нижні 2-перисто-розсічені, з віддаленими вузьколінійними сегментами. Обгортка в діаметрі 7–8 мм, яйцювато-куляста. Квіточки рожеві; сім'янки ≈ 3 мм з папусом завдовжки 3 мм.